# Square Maurice-Kriegel-Valrimont
Pour les articles homonymes, voir Kriegel.
Le square Maurice-Kriegel-Valrimont est un espace vert du 18e arrondissement de Paris, dans le quartier de Clignancourt.

## Situation et accès
Il se trouve au centre du square de Clignancourt.
Il est desservi par la ligne 12 à la station Jules Joffrin.

## Origine du nom
Ce jardin rend hommage au résistant Maurice Kriegel-Valrimont (1914-2006). Il reçoit son nom actuel en 2007, la voie entourant le jardin public étant toujours dénommée « square de Clignancourt ».

## Historique
La création de la voie et du jardin public est déclarée d'utilité publique par un décret du 28 novembre 1912. Réalisé par l'architecte Pierre Humbert, le square de Clignancourt ouvre au public en 1914, sur les terrains de l’ancienne Compagnie générale des omnibus.
Il est doté d’un kiosque à musique et d'un Cedrela de Chine de 18 mètres de hauteur et 2 mètres de circonférence, planté dès 1910.

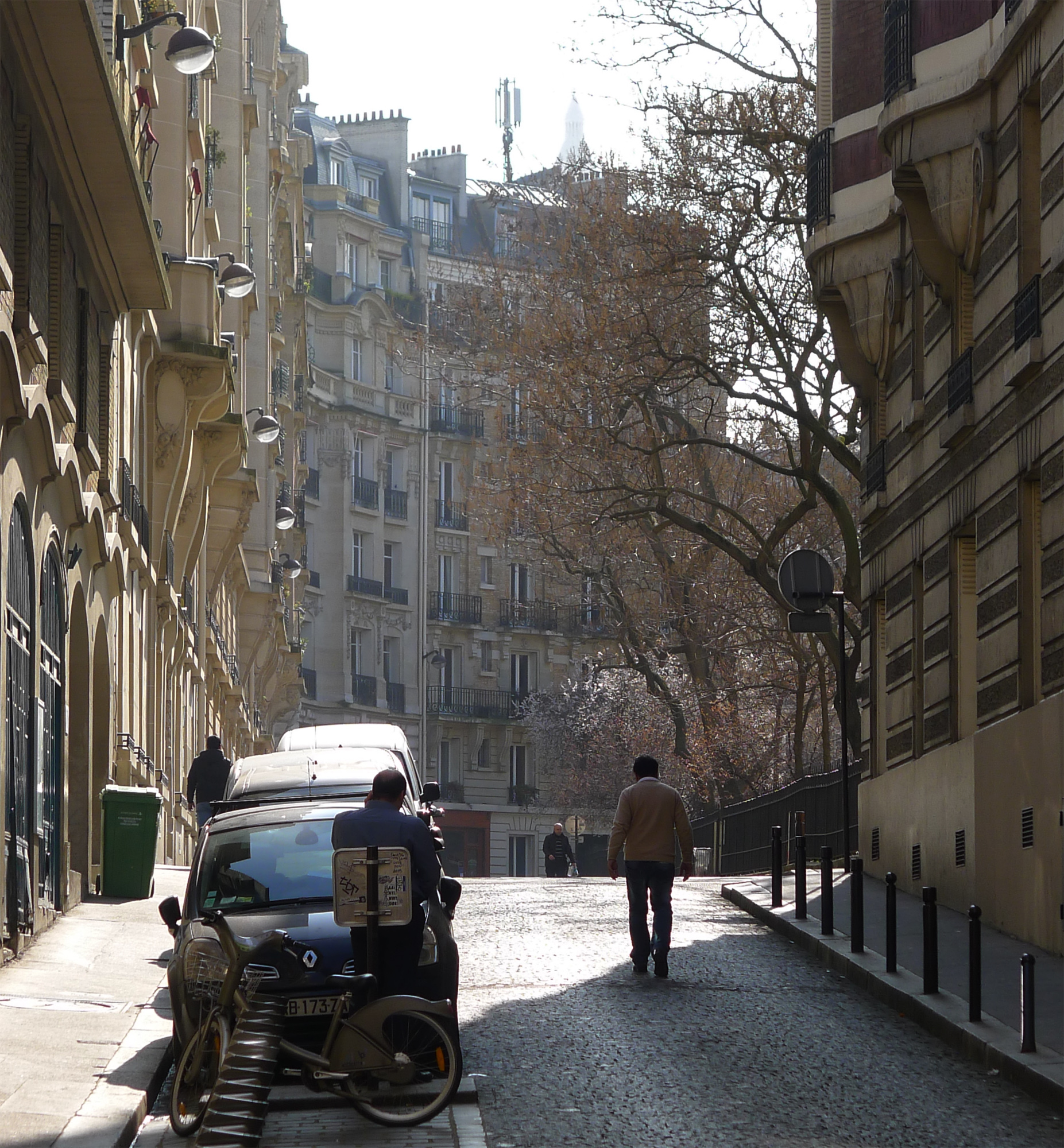
Square de Clignancourt permettant l'accès au square Maurice-Kriegel-Valrimont.

## Botanique
Outre le Cédrèle de Chine (classé arbre remarquable), le square est planté de sophoras, de paulownias, de tilleuls, de charmes, d'érables, de marronniers, de prunus pissardii, de chênes, ainsi que d'un noisetier de Byzance, d'un cerisier à fleurs et d'un merisier.